# 55737 Coquimbo
55737 Coquimbo este o planetă minoră (asteroid), cu un diametru de 3,241 km, din centura de asteroizi. A fost descoperită pe 11 februarie 1988 la Observatorul La Silla de Eric Walter Elst. 
Obiectul prezintă o orbită caracterizată de o semiaxă mare de 2,3610044221773 UAi, o excentricitate de 0,11, o înclinație de 6,6 ° în raport cu ecliptica.